# Funky Music Machine
Albums de Maceo Parker
Doing Their Own Thing Us
(1974)
Funky Music Machine est le deuxième album de Maceo Parker, sorti en 1972. La chanson For No One est une composition de Paul McCartney signée Lennon/McCartney. 

## Titres
1. Funky Music Machine [3:03]
2. I Want To Sing [2:45]
3. Dreams [2:34]
4. Feeling Alright [2:40]
5. Something [5:22]
6. Born To Wander [3:02]
7. T.S.U. (Aristocrat of Bands) [3:13]
8. For No One [3:35] - Lennon/McCartney
9. Make It With You [3:07]
10. A Funky Tale To Tell [4:00]